# Villegagnon (otok)
Otok Villegagnon (portugalski: Ilha de Villegagnon, stari naziv Serigipe tj. ilha de Serigipe) se nalazi u zaljevu Guanabara i dio je grada Rio de Janeiro. Naziv je dobio po svom prvom stanaru, francuskom admiralu Nicolas Durand de Villegagnonu, koji je, 1555. godine, na otoku sagradio tvrđavu Forte Coligny, u pokušaju da na ovom području stvori francusku koloniju, pod nazivom Francuski Antarktik. 15. ožujka 1560. godine tvrđava je, u akciji čišćenja Francuza iz Brazila, bila izložena artiljerijskoj paljbi poslije koje su Francuzi pobjegli sa svojim saveznicima Indijancima Tamoios na kopno, potraživši sklonište u džungli. Već 17. ožujka Portugalci su održali prvu misu na otoku, u znak proslave pobjede nad francuskim kolonistima. 
Ipak, ostat će zapisano da je Mem de Sá osvojio tvrđavu zahvaljujući dvojici Francuza. Jean de Cointra i Jacques Le Balleur su Portugalcima odali slabe točke tvrđave zahvaljujući čime su je uspjeli osvojiti Tvrđava je danas sjedište Pomorske Škole.

## Poveznice
- Francuski Antarktik
- Nicolas Durand de Villegagnon